# Église Saint-Pierre de Romilly
L'église Saint-Pierre est un édifice religieux de culte catholique situé à Romilly-la-Puthenaye (Eure).
Depuis le 17 avril 2021, il n'en subsiste que les murs, par suite d'un incendie.

## Localisation
Le fronton de l'église Saint-Pierre, qui y reçoit l'entrée des visiteurs par un portail à doubles vantaux en bois, donne directement sur la rue de la Mairie. À gauche et à droite sont visibles les parties de l'ancien enclos qui recevait le cimetière dont subsistent quelques monuments funéraires.

## Historique
Le bâtiment, reconstruit après la guerre de Cent Ans, date du XVIe siècle,.
Posées après la guerre de 1870, les quatorze verrières sont dues à l'atelier ébroïcien Duhamel-Marette. 
En l'absence de curé, quatre offices annuels y sont organisés, sans compter les mariages, les enterrements et les journées du patrimoine.
Le 17 avril 2021, l'église est détruite dans un incendie. La charpente et le clocher se sont effondrés. Tout le mobilier est brûlé, notamment une Vierge à l'Enfant datant du XVe siècle et un retable de bois.
La cause du sinistre réside dans un court-circuit ayant affecté le mécanisme actionnant les cloches.

## Parcours de la restauration
La restauration totale est chiffrée entre 2 et 3 millions d'euros (chaque vitrail est estimé à 12-15 000 euros). Bénéficiant d'un « effet Notre-Dame », l'église est l'objet d'une attention politique particulière, le projet de reconstruction étant notamment soutenu par le président du conseil départemental Pascal Lehongre, le président du conseil régional Hervé Morin ou la ministre de la Culture Roselyne Bachelot, bien que l'édifice ne soit pas classé. Une aide d'urgence est annoncée par le conseil départemental, tandis que l'Association des maires de France appelle à la mobilisation des édiles de l'Eure et que la fondation du patrimoine lance une souscription et se met à la recherche de mécènes.
En janvier 2022, la presse relate que le maire, ayant déploré en novembre le retard de la promesse de l'aide départementale, s'est vu claquer aussitôt la porte au nez par le président du conseil départemental Sébastien Lecornu.
Toutefois, la fondation du patrimoine a rassemblé 32 000 euros en huit mois.